# Anunciado en televisión
Anunciado en televisión es el tercer álbum de estudio de la banda española de pop punk Pignoise. Este es hasta la fecha su trabajo más exitoso.
El disco fue lanzado tiempo después del éxito obtenido por temas como Nada que perder o Te entiendo que aparecen en la serie Los hombres de Paco.
Este CD fue el primero con su actual discográfica Warner Dro y producido por Dani Alcover. Salió a la venta una reedición en 2007 con un tema inédito, Dame 3 días.

## Lista de canciones
- 01. Perder El Tiempo - 3:32
- 02. Mentiras- 3:37
- 03. Nada que perder - 3:15
- 04. Por Verte - 3:12
- 05. Te Entiendo - 3:59
- 06. Ando Perdido - 2:38
- 07. Si Me Dejas - 3:03
- 08. Qué Más Me Dá - 2:41
- 09. Me Quedo En El Infierno - 3:21
- 10. Nada Podrá Salvarte - 3:40
- 11. Fingiendo - 3:30
- 12. Como Soy - 3:01
- 13. Para Ti - 2:30
- 14. Dame 3 Días - 3:10

- Datos: Q8202106